# Lawrence Kasdan
 (août 2015).
Si vous disposez d'ouvrages ou d'articles de référence ou si vous connaissez des sites web de qualité traitant du thème abordé ici, merci de compléter l'article en donnant les références utiles à sa vérifiabilité et en les liant à la section « Notes et références ».
Pour les articles homonymes, voir Kasdan.
Lawrence Kasdan est un producteur, scénariste et réalisateur américain, né le 14 janvier 1949 à Miami Beach, en Floride. 
Il est surtout connu pour avoir travaillé comme scénariste sur Star Wars et Indiana Jones. En tant que réalisateur, il a notamment dirigé La Fièvre au corps, Les Copains d'abord, Silverado et Wyatt Earp.

## Biographie

### Famille
Lawrence Edward Kasdan est né au sein d'une famille juive américaine. Il est le fils de Sylvia Sarah (née Landau) et de Clarence Norman Kasdan. Il a grandi en Virginie occidentale. 
Sa femme, l'actrice et scénariste Meg Goldman, a grandi dans une communauté juive de Detroit. 
Son frère, Mark Kasdan, est scénariste et producteur. 
Ses fils Jake (né en 1974) et Jon (né en 1979) travaillent également dans le cinéma. 

### Carrière
Ses études terminées, Lawrence Kasdan part pour Hollywood au début des années 1970 avec son script de Bodyguard sous la main, dans l'espoir de monter le projet avec Steve McQueen. Après avoir essuyé plusieurs refus des studios, le projet sera abandonné (le film sera finalement réalisé en 1992 avec Kevin Costner). 
En 1979, il réussit à vendre un autre scénario, Continental Divide à Steven Spielberg, qui deviendra un film réalisé par Michael Apted en 1981 avec John Belushi dans le rôle principal. 
George Lucas le contacte dans la foulée pour rédiger le scénario de sa prochaine production basée sur une histoire écrite par Philip Kaufman et lui-même, Les Aventuriers de l'arche perdue. Satisfait par son travail, Lucas lui confie le remaniement de plusieurs dialogues de son scénario de Star Wars : Épisode V - L'Empire contre-attaque.
Le succès international de ces films lui permet de passer à la mise en scène avec le thriller La Fièvre au corps en 1981, coproduit par George Lucas.
Lucas l'engage de nouveau pour remanier plusieurs dialogues de son scénario de Star Wars, épisode VI : Le Retour du Jedi, le dernier épisode de la trilogie originale. 
Par la suite, il se spécialise dans les films choraux, réunissant un large casting d'acteurs confirmés ou débutants, révélant au passage Kevin Kline, avec qui il collaborera sur plusieurs films, ou Kevin Costner. 
Ses films abordent des genres aussi différents que la comédie dramatique avec Les Copains d'abord en 1983 et Grand Canyon (Ours d'or à Berlin en 1992), le western avec Silverado et Wyatt Earp, la comédie romantique avec French Kiss ou carrément noire avec Je t'aime à te tuer. 
Réalisateur à succès durant les années 1980 et 1990, ses derniers films ne parviennent pas à toucher un large public et connaissent des échecs commerciaux, comme ce fut le cas avec le film fantastique Dreamcatcher, adapté du roman de Stephen King en 2003.  
À la suite de l'acquisition de la société Lucasfilm par la Walt Disney Company en 2012, le retour de Lawrence Kasdan pour la franchise Star Wars est officiellement annoncé. Il coécrit Star Wars : Épisode VII - Le Réveil de la Force et le spin-off consacré à Han Solo, puis annonce son départ de la franchise.
Il a souvent fait tourner les mêmes acteurs dans ses films, notamment : 
- William Hurt (La Fièvre au corps, Les Copains d'abord, Voyageur malgré lui, Je t'aime à te tuer),
- Danny Glover (Silverado, Grand Canyon) ,
- Kevin Kline (Les Copains d'abord, Silverado, Je t'aime à te tuer, Grand Canyon, French Kiss, Freeway et nous),
- Jeff Goldblum (Les Copains d'abord, Silverado) ,
- Kathleen Turner (La Fièvre au corps, Voyageur malgré lui),
- Kevin Costner (Silverado, Wyatt Earp ainsi que des scènes coupées des Copains d'abord)
- Jason Lee (Mumford, Dreamcatcher).

## Filmographie

### Comme producteur
- 1983 : Les Copains d'abord  (The Big Chill)
- 1985 : Silverado
- 1987 : Cross My Heart
- 1988 : Voyageur malgré lui (The Accidental Tourist)
- 1989 : Immediate Family
- 1990 : Je t'aime à te tuer (I Love You to Death)
- 1991 : Grand Canyon
- 1992 : Jumpin' at the Boneyard
- 1992 : Bodyguard (The Bodyguard)
- 1994 : Wyatt Earp
- 1998 : Méli-Mélo (Home Fries)
- 1999 : Mumford
- 2003 : Dreamcatcher
- 2015 :  Star Wars, épisode VII : Le Réveil de la Force (Star Wars: The Force Awakens) (coproducteur)
- 2018 : Solo: A Star Wars Story (producteur délégué)

### Comme scénariste
- 1980 : Star Wars, épisode V : L'Empire contre-attaque (Star Wars Episode V: The Empire Strikes Back) d'Irvin Kershner
- 1981 : La Fièvre au corps (Body Heat)
- 1981 : Les Aventuriers de l'arche perdue (Raiders of the Lost Ark) de Steven Spielberg
- 1981 : Continental Divide de Michael Apted
- 1983 : Star Wars, épisode VI : Le Retour du Jedi (Star Wars Episode VI: Return of the Jedi) de Richard Marquand
- 1983 : Les Copains d'abord (The Big Chill)
- 1985 : Silverado
- 1988 : Voyageur malgré lui (The Accidental Tourist)
- 1991 : Grand Canyon
- 1992 : Bodyguard (The Bodyguard) de Mick Jackson
- 1994 : Wyatt Earp
- 1999 : Mumford
- 2003 : Dreamcatcher
- 2012 : Freeway et nous (Darling Companion)
- 2015 : Star Wars, épisode VII : Le Réveil de la Force (Star Wars: The Force Awakens) de J. J. Abrams (co-scénariste)
- 2018 : Solo: A Star Wars Story de Ron Howard (co-scénariste)

### Comme réalisateur
- 1981 : La Fièvre au corps (Body Heat)
- 1983 : Les Copains d'abord (The Big Chill)
- 1985 : Silverado
- 1988 : Voyageur malgré lui (The Accidental Tourist)
- 1990 : Je t'aime à te tuer
- 1991 : Grand Canyon
- 1994 : Wyatt Earp
- 1995 : French Kiss
- 1999 : Mumford
- 2003 : Dreamcatcher
- 2012 : Freeway et nous (Darling Companion)

### Comme acteur
- 1985 : Série noire pour une nuit blanche (Into the Night) de John Landis : un inspecteur
- 1990 : Je t'aime à te tuer (I Love You to Death) : l'avocat de Devo
- 1994 : Wyatt Earp : un joueur
- 1997 : Pour le pire et pour le meilleur (As Good as It Gets) : Dr Green
- 2012 : Freeway et nous (Darling Companion) : un homme dans la rue (caméo non crédité)

## Distinctions
- Saturn Awards 2016 : Meilleur scénario pour Star Wars, épisode VII  : Le Réveil de la Force